# Mesyniopsis kingii
Mesyniopsis kingii là một loài thực vật có hoa trong họ Linaceae. Loài này được (S. Watson) W.A. Weber mô tả khoa học đầu tiên năm 1991.